# あ・い・こ・と・ば
『あ・い・こ・と・ば』は、2005年（平成17年）7月3日から2024年（令和6年）3月31日にかけてエフエム青森で放送されていた教育番組である。放送時間は開始当初は毎週日曜 9:00 - 9:30、後期は毎週日曜日9:30-10:00（日本標準時）。

## 概要
親子で楽しめるラジオ番組として放送。パーソナリティは、自身も2児の母親である境香織が務めている。
番組は、子供向けのコーナーと保護者向けのコーナーによって構成。テーマ曲は、楽曲「となりのトトロ」のインストゥルメンタルバージョン。

## コーナー
おはなしきこう
青森市読書団体連絡会長の西村恵美子による絵本の朗読コーナー。
うたうたおう
童謡や子供向けのアニメ・特撮ソングを掛けるコーナー。子供向けの曲のみならず、保護者たちの世代やそれ以上の世代が懐かしく思うような曲もラインナップに入っている。
ラジオでリトミック
境とコーナー出演者の角田美津子が青森県内各地の幼稚園・保育園へ赴き、そこの園児たちと合唱したりする模様を放送。
情報コーナー
子育て関連の情報や青森県内で行われるイベントの情報を伝えるコーナー。
ハッピーバースデー
放送月に誕生日を迎える子供にお祝いのメッセージを贈るコーナー。毎月最終週のみに実施。